# Christoph Willibald Gluck
Christoph Willibald Gluck, nemški operni skladatelj, * 2. julij 1714 Erasbach (Bavarska), † 15. november 1787, Dunaj, Avstrija.
Gluck je eden najpomembnejših glasbenikov glasbenega klasicizma, ki se je v zgodovino zapisal predvsem kot avtor opere Orfej in Evridika (1762; njen najbolj znani odlomek je »Ples blagoslovljenih duhov«, počasni stavek za flavto in orkester).

## Življenje
Njegov oče je bil gozdar in lovski čuvaj, ki je služil gospôdi, sinu pa je omogočil študij glasbe in filozofije v Pragi, kamor je odpotoval s 17 leti. Štiri leta je študiral violončelo in orgle in hodil na tečaj matematike in logike. Pel je tudi v zborih po cerkvah. S pomočjo sponzorjev je odpotoval na Dunaj in v Italijo na glasbeno izpopolnjevanje. V Milanu ga je sprejel knez Melzi in ga leta 1737 vpisal v šolo Giovannija Batiste Sammartinija, organista in kapelnika v cerkvi sv. Ambroža. Leta 1745 je odšel v Francijo, nato še v London, kjer je sprejel vabilo, da postane hišni skladatelj v kraljevem gledališču. Z italijansko glasbeno skupino je veliko potoval po Evropi in se leta 1754 ustalil na Dunaju. Leta 1756 mu je papež Benedikt XIV. podelil viteški naslov.
Gluck je postal dobro plačan kapelnik kneza Saško-Hildburghausenskega, leta 1774 pa še stalni skladatelj cesarskega gledališča cesarice Marije Terezije. Leta 1779 ga je med vajami za Eho in Narcisa prvič zadela kap. 15. novembra 1787 na Dunaju je Glucka še enkrat zadela kap, nakar je nekaj ur kasneje umrl, star 73 let. 
Pokopan je na pokopališču Zentralfriedhof na Dunaju.

## Delo
Svojo prvo opero Artaserse je napisal leta 1741 v stilu konservativne italijanske opere serie in kasneje jih je še nekaj. Po letu 1760 se je odločil spremeniti slog izražanja. Odpravil je recitative, omejil vokalno virtuoznost, opero je želel poenostaviti in ji dati čistost in liričnost. Temelj te reforme predstavljajo opere Orfej in Evridika, Alkestida ter Paris in Helena, ki so bile uprizorjene na Dunaju. Iz opere je želel ostraniti težo retorike, petje in glasba sta morala izražati čustva, glasba je bila pomembnejša kot pevske zvezde.
Gluck je začel širiti svoje ideje tudi v Francijo. Pod pokroviteljstvom njegove nekdanje učenke glasbe, Marie Antoinette, ki je bila poročena z bodočim francoskim kraljem Ludvikom XVI., je leta 1770 podpisal pogodbo z vodstvom pariške Opere za šest odrskih del. 
Nekatere Gluckove bolj znane opere so:
- Kitajke (Le Cinesi) (1754, Metastasio)
- Ples (La Danza) (1755, Metastasio) - napisna za rojstni dan bodočega cesarja Leopolda II
- Utemeljena nedolžnost (L'innocenza giustificata) (1755, Giacomo Durazzo)
- Ogoljufani sodnik (1761, Pierre René Lemonnier)
- Orfej in Evridika (1762, Ranieri de Calzabigi)
- Paris in Helena (1770, de Ranieri Calzabigi)
- Ifigenija v Avlidi (1774, Leblanc du Roullet, po Racinu)
- Alkestida (1776, Ranieri de Calzabigi, po Evripidu)
- Armida (1777, Philippe Quinault, po Tassu)
- Eho in Narcis (1779, Ludwig Theodore Tschudi)
- Ifigenija na Tauridi (1779, N. F. Guillard, po Evripidu)

Gluckovi baleti, napisani med letoma 1714 – 1787, so:
- Les amours de Flore et Zéphire, Schönbrunn, Dunaj, 13. avgust 1759
- Le naufrage, Dunaj 1759 (?)
- La halte des Calmouckes, Dunaj 23. marec 1761
- Don Juan, ou Le festin de Pierre, Dunaj, 17. oktober 1761
- Citera assediata, Dunaj, 15. september 1762
- Alessandro (Les amours d’Alexandre et de Roxane), Dunaj, 4. oktober 1764
- Sémiramis, Dunaj, 31. januar 1765
- Iphigénie, Luxenburg, 19. maj 1765

Poleg navedenega je Gluckov glasbeni opus obsegal še pesmi za glas in klavir, arije in solistične motete, korale, devet simfonij in osem triosonat.